# Warloy-Baillon
 Warloy-Baillon  es una población y comuna francesa, en la región de Picardía, departamento de Somme, en el distrito de Amiens y cantón de Corbie.

## Demografía
| 737 | 733 | 710 | 698 | 718 | 708 |
| Para los censos de 1962 a 1999 la población legal corresponde a la población sin duplicidades (Fuente: INSEE [Consultar]) |     |     |     |     |     |